# Carlos Saldanha
Carlos Saldanha, född 24 januari 1965 i Rio de Janeiro, Brasilien, är en brasiliansk filmregissör och animatör. Han har bland annat regisserat de framgångsrika Ice Age-filmerna.

## Filmografi (i urval)
- 2002 – Ice Age (medregissör)
- 2005 – Robotar (medregissör)
- 2006 – Ice Age 2 (regi)
- 2009 – Ice Age 3: Det våras för dinosaurierna (regi)
- 2011 – Rio (regi, manus)
- 2014 – Rio 2 – Prövar vingarna i Amazonas (regi, manus)
- 2017 – Tjuren Ferdinand (regi)
- 2024 – Harald och den magiska kritan (regi)